# Mount Woollard
Mount Woollard är ett berg i Antarktis. Det ligger i Västantarktis. Inget land gör anspråk på området. Toppen på Mount Woollard är 2 675 meter över havet.
Terrängen runt Mount Woollard är huvudsakligen en högslätt. Mount Woollard är den högsta punkten i trakten. Trakten är obefolkad. Det finns inga samhällen i närheten.